# Lasaia arsis
Lasaia arsis är en fjärilsart som beskrevs av Otto Staudinger 1888. Lasaia arsis ingår i släktet Lasaia och familjen Riodinidae. Inga underarter finns listade i Catalogue of Life.